# 4154-es busz
A 4154-es jelzésű autóbuszvonal Kazincbarcika és Ózd között húzódó helyközi vonal, amelyet a Volánbusz Zrt. üzemeltet Tardona, Sáta és Csokvaomány érintésével.

## Útvonala
Kazincbarcika autóbusz-állomásról. Először a Tardonai úton halad Tardona felé, majd a város Herbolya városrészén és egy jó 7 kilométeres erdős szakaszon túl éri el a hegyekkel körbevett községet, azonban a város területén egyetlen megállóban sem áll meg. Első településére érkezik, majd a 4060-as buszon kívül egyedüli módon 20%-os emelkedőn kanyarog útvonala át Dédestapolcsányba. Déli pontján hajt be, majd északi részén hajt ki a faluból a szomszédos Nekézsenyre, itt már a vele párban üzemeltetett 4153-as busszal útja megegyezik. Tanítási napokon Sáta és Csokvaomány is érintett, viszont tanszünetben munkanapokon csak Csokvaományba tesz kitérést. A 2518-as mellékúton Kismezőpusztára, aztán a vele határos Lénárddarócra érkezik, majd Csernely községnek központját is kiszolgálja. Utolsó negyed órája alatt Farkaslyuk irányából suhan be Borsod-Abaúj-Zemplén 2. legnagyobb városába, Ózdra, a Pázmány úton keresztül robog be az autóbusz-állomásra, végállomására.
Ellentétes irányban nincs indítása (nagyjából azonos útvonalon futó vonal visszafelé: 4153-as busz).

## Közlekedése
Indítása egyetlen egyszer történik munkanapokon, egy irányban, délután, mindössze a sátai kitérésben különbözik egymástól az iskolai és a nyári forda. A 4052-es és a 4160-as vonalakból áll össze. Általában Credo Econell 12 szolgálja ki.
| Viszonylat                                | Indításszám | Közlekedési rend |
| ----------------------------------------- | ----------- | ---------------- |
| Kazincbarcika, aut. áll. ➝ Ózd, aut. áll. | 1 oda       | munkanapokon     |

## Megállóhelyei
| 0                                       | Kazincbarcika, autóbusz-állomás végállomás | 0.0 km  | 3, 9 1054 3408, 3756, 3763, 3764, 3765, 3766, 3767, 3770, 3772, 3773, 4040, 4041, 4046, 4047, 4048, 4050, 4052, 4057, 4059, 4060, 4065, 4066, 4069, 4070, 4075, 4080, 4082, 4083, 4084                                           |
| 1                                       | Tardonavölgy, kiskertek                    | 5.2 km  | 4052 |
| 2                                       | Ibolyásvölgy                               | 6.0 km  | 4052 |
| 3                                       | Billatáró üdülő bejárati út                | 7.3 km  | 4052 |
| 4                                       | Gergelykút                                 | 8.4 km  | 4052 |
| 5                                       | Hidegkút                                   | 9.3 km  | 4052 |
| 6                                       | Rózsatanya                                 | 10.0 km | 4052 |
| 7                                       | Tardona, élelmiszerbolt                    | 11.6 km | 4052 |
| 8                                       | Tardona, italbolt                          | 12.0 km | 4052, 4060 |
| 9                                       | Dédestapolcsány, mályinkai elágazás        | 15.8 km | 4058, 4059, 4060, 4061, 4160, 4153, 4161, 4194 |
| 10                                      | Dédestapolcsány, italbolt                  | 16.5 km | 1054 3408, 4058, 4059, 4060, 4061, 4153, 4160, 4161, 4194 |
| 11                                      | Dédestapolcsány, élelmiszerbolt            | 17.2 km | 3408, 4058, 4059, 4060, 4061, 4153, 4160, 4161, 4194 |
| 12                                      | Dédestapolcsány, Tó utcai forduló          | 18.0 km | 3408, 4059, 4060, 4061, 4153, 4160, 4161, 4194 |
| 13                                      | Nekézseny, Arany János utca 45.            | 22.3 km | 4059, 4061, 4153, 4160, 4161, 4194 |
| 14                                      | Nekézseny, községháza                      | 22.8 km | 4059, 4061, 4153, 4160, 4161, 4194 |
| 15                                      | Nekézseny, híd                             | 23.2 km | 4059, 4061, 4153, 4160, 4161, 4194 |
| 16                                      | Nekézseny, Széchenyi utca 11.              | 23.6 km | 4059, 4061, 4153, 4160, 4161, 4194 |
| Tanítási napokon 1 alkalommal érintett. |                                            |         | |
| ∫                                       | Sáta, Petőfi utca 47.                      | ∫       | 4193, 4194 |
| ∫                                       | Sáta, ózdi útelágazás                      | ∫       | 4193, 4194, 4195 |
| ∫                                       | Sáta, községháza                           | ∫       | 4151, 4155, 4193 |
| ∫                                       | Sáta, ózdi útelágazás                      | ∫       | 4193, 4194, 4195 |
| ∫                                       | Sáta, Petőfi utca 47.                      | ∫       | 4193, 4194 |
| 17                                      | Csokvaomány, vasútállomás bejárati út      | 25.5 km | 4153, 4160, 4161, 4193, 4194, 4195 |
| 18                                      | Csokvaományi elágazás                      | 25.7 km | 4153, 4160, 4161, 4193, 4194, 4195 |
| 19                                      | Csokvaomány, óvoda                         | 27.2 km | 3486, 4160, 4161, 4193, 4194, 4195 |
| 20                                      | Csokvaomány, tűzoltószertár                | 27.5 km | 3486, 4160, 4161, 4193, 4194, 4195 |
| 21                                      | Csokvaomány, Fő tér                        | 28.1 km | 3486, 4160, 4161, 4193, 4194, 4195 |
| 22                                      | Csokvaomány, tűzoltószertár                | 28.7 km | 3486, 4160, 4161, 4193, 4194, 4195 |
| 23                                      | Csokvaomány, óvoda                         | 29.0 km | 3486, 4160, 4161, 4193, 4194, 4195 |
| 24                                      | Csokvaományi elágazás                      | 30.5 km | 4153, 4160, 4161, 4193, 4194, 4195 |
| 25                                      | Kismezőpuszta                              | 32.0 km | 3486, 4153, 4160, 4161, 4195 |
| 26                                      | Lénárddaróc, újtelep                       | 32.6 km | 3486, 4153, 4160, 4161, 4195 |
| 27                                      | Lénárddaróc, Dózsa György utca 4.          | 33.1 km | 3486, 4153, 4160, 4161, 4195 |
| 28                                      | Lénárddaróc, községháza                    | 33.6 km | 3486, 4153, 4160, 4161, 4195 |
| 29                                      | Lénárddaróc, Dózsa György utca 125.        | 34.0 km | 3486, 4153, 4160, 4161 |
| 30                                      | Csernely, Vörösmarty utca 5.               | 35.8 km | 3486, 4153, 4160, 4161 |
| 31                                      | Csernely, autóbusz-váróterem               | 36.6 km | 3410, 3412, 3486, 4157, 4160, 4161 |
| 32                                      | Csernelyi elágazás                         | 37.0 km | 3410, 3412, 3486, 4153, 4157, 4160, 4161 |
| 33                                      | Csernely, fehérneműüzem bejárati út        | 37.7 km | 3410, 3412, 4153, 4157, 4160, 4161 |
| 34                                      | Farkaslyuk, újtelep                        | 43.1 km | 3410, 3412, 4153, 4157, 4160, 4161 |
| 35                                      | Farkaslyuk, autóbusz-váróterem             | 43.7 km | 3410, 3412, 4101, 4153, 4157, 4158, 4160, 4161 |
| 36                                      | Ózd, Petőfi tér                            | 47.0 km | 1, 2, 4, 8, 12, 20, 21, 23 3410, 3412, 4101, 4102, 4153, 4157, 4158, 4160, 4161 |
| 37                                      | Ózd, autóbusz-állomás végállomás           | 48.2 km | 1, 2, 2A, 3, 4, 6, 7, 8, 12, 20A, 23, 26, 46, 47, 68, 74, 76, 78 1031, 1034, 1051, 1369, 1384, 1411 3410, 3770, 3773, 4101, 4102, 4104, 4140, 4145, 4147, 4148, 4150, 4151, 4153, 4155, 4157, 4158, 4160, 4161, 4180, 4185, 4186 |